# Прексан
Прекса́н (фр. Preixan) — коммуна во Франции, находится в регионе Лангедок — Руссильон. Департамент коммуны — Од. Входит в состав кантона Монреаль. Округ коммуны — Каркасон.
Код INSEE коммуны — 11299.

## История
Уже в середине 800-х годов, когда воцарились наследники Карла Великого, название Прексана упоминалось в рукописях. Коммуна построена на холме, а вокруг нее были видны жилища сельских жителей. 
Двенадцать веков спустя коммуна была снесена, чтобы освободить место для церкви Сен-Жан.

## Население
Население коммуны на 2008 год составляло 517 человек.
| 1962 | 1968 | 1975 | 1982 | 1990 | 1999 | 2008 |
| ---- | ---- | ---- | ---- | ---- | ---- | ---- |
| 377  | 403  | 378  | 365  | 431  | 445  | 517  |

## Экономика
В 2007 году среди 336 человек в трудоспособном возрасте (15—64 лет) 236 были экономически активными, 100 — неактивными (показатель активности — 70,2 %, в 1999 году было 71,1 %). Из 236 активных работали 209 человек (109 мужчин и 100 женщин), безработных было 27 (15 мужчин и 12 женщин). Среди 100 неактивных 31 человек были учениками или студентами, 31 — пенсионерами, 38 были неактивными по другим причинам.